# Theo Adam
Theo Adam (Dresde, 1 de agosto de 1926-Dresde, 10 de enero de 2019) fue un cantante alemán, con voz de bajo-barítono.

## Biografía
De niño cantaba en el Dresdner Kreuzchor (Coro de la Iglesia de la Santa Cruz de Dresde). Entre los veinte y veintitrés años estudió con Rudolf Dietrich, debutando en 1949 en el Dresdner Staatsoper con el papel del Ermitaño de Der Freischütz (El cazador furtivo), de Weber; durante las décadas siguientes continuó apareciendo en papeles en este teatro de Dresde.
Tres años después participó en el Festival de Bayreuth con Wieland Wagner, allí cantaría el personaje del Rey de Lohengrin, Amfortas (Parsifal), Hans Sachs (Los maestros cantores de Núremberg), el Holandés Errante y Wotan (El Anillo del Nibelungo), siendo este último su papel más aclamado.
Desde 1953 formó parte de la Ópera Estatal de Berlín, posteriormente actuaría en la Ópera de París, Covent Garden, Festival de Salzburgo, Ópera de Viena y en 1969 debutaría en el Metropolitan Opera con el papel de Sachs de Los maestros cantores. y en el Teatro Colón de Buenos Aires como Amfortas en Parsifal junto a Regine Crespin bajo la dirección de Erich Leinsdorf. Trabajó con los más prestigiosos directores de la época, Karl Böhm, Hans Knappertsbusch, Herbert von Karajan, Carlos Kleiber, Otto Klemperer.
Con una voz excepcional, de bajo-barítono, acompañó a sus interpretaciones con un grandísimo talento dramático. Además del repertorio wagneriano ha cantado papeles de Verdi, Mussorgski y Berg, estrenó Baal de Friedrich Cerha en Salzburgo (1981) y El rey Berenguer de Heinrich Sutermeister (1985). También se ha dedicado a la puesta en escena.

## Discografía
Entre sus grabaciones destacan el Dr. Schön de Lulú (Alban Berg) con Maazel en 1983; Publio de La clemenza di Tito (W. A. Mozart) con Böhm en 1979; el Maestro de Música de Ariadna en Naxos (Richard Strauss) con Rudolf Kempe en 1968; Wotan y Wanderer de El Anillo del Nibelungo (Wagner) en el Festival de Bayreuth de 1967, bajo la dirección de Karl Böhm (grabación en vivo para Philips Classics); el Holandés de El holandés errante (Wagner) con Otto Klemperer en 1968; el Rey de Lohengrin (Richard Wagner) en el Festival de Bayreuth de 1954 con dirección de Eugen Jochum; Hans Sachs de Los maestros cantores (Wagner) con Karajan (1970) y Kaspar de El Cazador Furtivo (Weber) bajo la batuta de Carlos Kleiber (1973). También La Misa en mi bemol mayor de F. Schubert dirigida por Wolfgang Sawallisch en Philips.

## Escritos
- Seht, hier ist Tinte, Feder, Papier. Aus der Werkstatt eines Sängers. Henschelverlag, Berlin 1980.

- Die hundertste Rolle oder: Ich mache einen neuen Adam. Henschelverlag, Berlin 1986, ISBN 3-362-00009-6.

- Ein Sängerleben in Begegnungen und Verwandlungen. Henschelverlag, Berlin 1996, ISBN 3-89487-250-0.

- „Sprüche in der Oper“. Erlebt und gesammelt während 50 Sängerjahren in aller Welt. Parthas Verlag, Berlin 1999, ISBN 3-932529-66-9.

- Vom Sachs zum Ochs. Meine Festspieljahre. Parthas Verlag, Berlin 2001, ISBN 3-932529-34-0.